# Panzerzug 1
Der Panzerzug 1 (kurz: Eisb. Pz. Zug Nr. 1 oder PZ 1) war ein deutscher Panzerzug aus der Zeit des Zweiten Weltkrieges und wurde ab September 1939 von der Wehrmacht eingesetzt.

## Geschichte
1937 hatte das Oberkommando des Heeres entschieden, keine neuen Panzerzüge zu bauen. Man empfand diese Art der Waffe als veraltet und zu teuer. Aus diesem Grund griff man, mit einer Verfügung vom 23. Juli 1938, auf ältere Bahnschutzzüge der Reichsbahn zurück. Somit wurde der Bahnschutzzug Frankfurt/Oder der Reichsbahndirektion Osten zum neuen Panzerzug 1. Zu dieser Zeit waren die Panzerzüge nur infanteristisch ausgerüstet und verfügten, neben zwei Abstoßwagen, über sechs gepanzerte, ehemalige gedeckte Güterwagen.

## Technische Daten

### Lokomotive

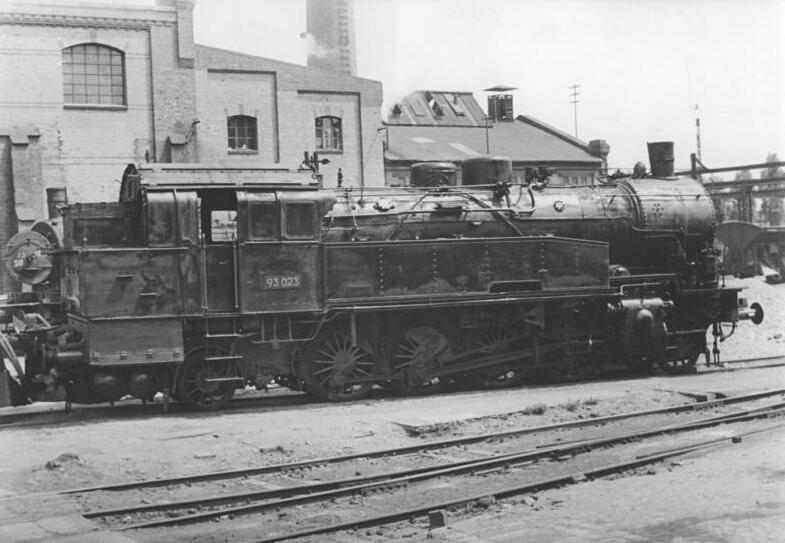
Ungepanzerte Preußische T 14

Die erste Dampflokomotive des Panzerzuges, damals noch Bahnschutzzug, war eine Preußische T 14. Diese wurde 1917 bei der Aktiengesellschaft für Lokomotivbau Hohenzollern mit der Werksnummer 3786 hergestellt. Von 1917 bis 1925 lief sie bei der Reichsbahn mit der Bezeichnung Erfurt 8543. Mit der Einführung eines neuen Baureihenschema, erhielt die Dampflokomotive nun die Nummer 93 285. Sie wurde komplett mit Panzerplatten gepanzert. Ab Ende 1937 wurde sie durch eine andere Dampflokomotive ausgetauscht.

Die entgleiste Panzerzuglokomotive G 10

Die neue Dampflokomotive des Panzerzuges, nun als Panzerzug 1 bezeichnet, war eine Preußische G 10. 1919 wurde diese Dampflokomotive bei Hanomag mit der Werksnummer 9112 hergestellt. Bei der Reichsbahn erhielt sie bis 1925 die Bezeichnung Hannover 5433 und mit der Einführung des Baureihenschema erhielt sie die Nummer 57 2043. Bis zum 10. Mai 1940 wurde diese, ebenfalls komplett gepanzerte Dampflokomotive, eingesetzt. An diesem Tag kam es zu einer Entgleisung des Panzerzuges und die Lokomotive wurde so schwer beschädigt, dass sie aufwendig repariert werden musste. Ende 1941 kam sie erneut zum Einsatz, diesmal beim Panzerzug 24.
Die neu eingesetzte Dampflokomotive kam vom bereits aufgelösten Panzerzug 5 und war ebenfalls eine komplett mit Stahl und Panzerplatten gepanzerte Preußische G 10. Diese wurde 1923 bei Orenstein & Koppel mit der Werksnummer 10025 hergestellt. Ab 1925 erhielt sie die Seriennummer 57 3301 und wurde bis zum Ende der Dienstzeit des Panzerzuges eingesetzt.

### Artilleriewagen
Um den Panzerzug 1 aufzuwerten, wollte man diesen mit einer artilleristischen Komponente erweitern. Man entschied sich jedoch nur kurze Zeit später dagegen und beließ den Panzerzug vorerst in seinem ursprünglichen Zustand. Die ersten zwei Artilleriewagen erhielt der Panzerzug im Winter 1940/41. Dies waren zwei zweiachsige Flachwagen vom Typ Augsburg, welche rundum mit einer niederbordigen Panzerung versehen waren. In jedem Wagen befand sich vorn eine 2-cm-Flak 38 und hinten eine 4,7-cm-PaK Böhler. Beide Waffen wurden auf Drehlafetten montiert, welche nach vorne nur durch die Schilde der Waffen selbst geschützt waren. An den Seiten und hinten wurden schulterhohe Panzerzungen angebracht, um den Schutz der Besatzung zu verbessern. Nach oben hin waren die Geschütze offen.
Später wurde auf einem vierachsigen, russischen Fahrgestell eines Flachwagen ein komplett neuer Aufbau für einen Artilleriewagen entworfen. Beim Panzerzug 1 besaß dieser einen geschlossenen Panzerkasten mit höhenversetzten Geschütztürmen deutscher Bauart an den Stirnseiten. Der vordere Geschützturm war etwas niedriger und war mit einer 7,62-cm-Feldkanone 295/1 (r) ausgestattet. Der hintere war etwas höher gelegen und mit einer 10-cm-Feldhaubitze 14/19 (p) ausgestattet. Zwischen den beiden Geschütztürmen, nahe am niedrigeren, befand sich ein erhöhter Kommandostand für den Artillerieführer des Wagens.

### Sturmwagen

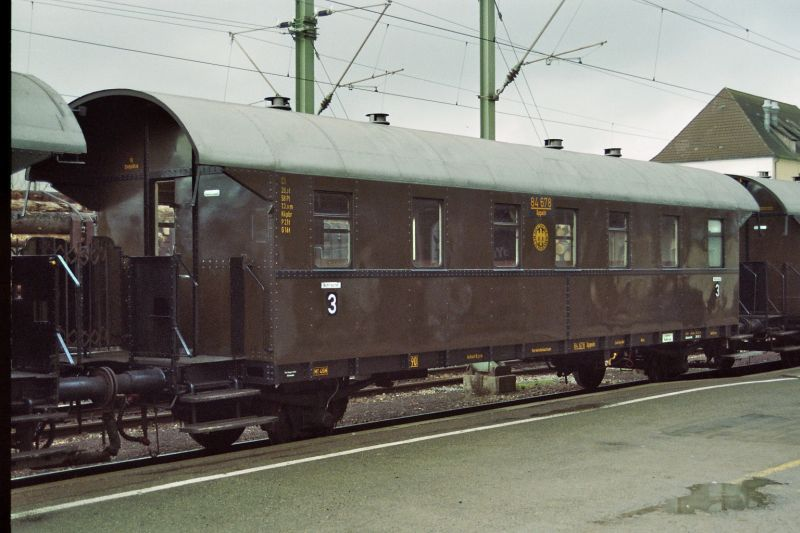
Ungepanzerter Einheits-Durchgangswagen der 3. Klasse

Der alte Bahnschutzzug verfügte über sechs gepanzerte Wagen. Drei davon waren ehemalige zweiachsige Einheits-Durchgangswagen der 3./4. Klasse der Bauart 1928. Zwei weitere Wagen waren dreiachsige Länderbahn-Durchgangswagen der 4. Klasse mit Endbühnen und Oberlichtern. Die Wagen wurden außen mit Stahlplatten gepanzert und fast alle Fenster wurden zugeschweißt. Die noch verfügbaren Fenster wurden mit gepanzerten und verschließbaren Stahlplatten versehen. Bei den drei Einheitswagen wurden die verbliebenen Fenster verkleinert und zu Schießscharten oder Beobachtungsluken umgebaut. Sie verfügten über sechs Maschinengewehre 08, welche erst im Jahr 1940 durch Maschinengewehre 34 ausgetauscht wurden. Der Infanteriesturmzug selber verfüge über Gewehre, Pistolen, leichte und schwere Maschinengewehre und einige wenige Maschinenpistolen.

### Kommandowagen
Der sechste Wagen des alten Bahnschutzzuges war ein zweiachsiger Güterwagen, welcher als Kommandowagen mit Rahmenantenne umgebaut wurde. Im späteren Verlauf wurde einer der Einheits-Durchgangswagen der Bauart 1928 ebenfalls zu einem Kommandowagen mit einer Rahmenantenne umgebaut.

### Flakwagen
Schon bei der Aufstellung des Panzerzug 1 sollten 2-cm-Flak 38 zur Sicherung gegen Flugzeuge verwendet werden. Die Ausstattung unterblieb jedoch vorläufig und so erhielt der Panzerzug zwei Zwillingssockel Typ 36 mit je zwei Maschinengewehre 34. Sie wurden in den Dächern von zwei Sturmwagen eingebracht. Diese verblieben auch dann noch beim Panzerzug, als dieser im März 1941 mit zwei 2-cm-Flak 38 ausgerüstet wurde. Die Flak wurde dabei auf den Artilleriewagen montiert und erhielten eine leichte Panzerung an den Seiten und nach hinten. Ab Mai 1942 wurde die 2-cm-Flak 38 durch die 2-cm-Vierlingsflak 38 ausgetauscht.

### Panzerjägerwagen
Im Winter 1943/44 wurden beim Panzerzug 1 in Eigeninitiative Panzerjägerwagen gebaut. Während eines Aufenthaltes zur Wartung im Eisenbahnausbesserungswerk Dünaburg Ende 1943, wurde diese Idee durch die dortigen Techniker umgesetzt. Man setzte hierbei den Turm eines T-34-Panzer auf einen eigens dafür hergerichteten Flachwagen. Der Turm saß direkt auf dem Wagenboden. Unterhalb des Wagenbodens befand sich ein spezieller Panzerkasten, welcher das Schwenkwerk, die Besatzung und Munition aufnahm. Zwei dieser Wagen wurden gebaut und jeweils am Anfang und Ende des Zuges verwendet. Somit war der Panzerzug 1 der erste Panzerzug, welcher Panzerjägerwagen mit T-34-Türmen nutzte. Aufgrund der erfolgreichen Einsätze mit diesen Wagen, wollten alle anderen Panzerzugkommandanten, welche im Bereich des Panzerzug 1 operierten, ebenfalls mit solchen Wagen ausgerüstet werden.

### Panzerträgerwagen
Im Winter 1942/43 erhielt der Panzerzug zwei Panzerträgerwagen vom ehemaligen Panzerzug 26. Diese Wagen dienten zum Transport eines Kampfpanzers, welcher entweder vom Wagen aus den Panzerzug unterstützen oder schnellstmöglich den Wagen verlassen und zusammen mit der Infanterie einen Gegenangriff oder Verfolgung einleiten konnten. Ein schnelles Verlassen des Wagens war möglich, da der Wagen über eine feste Rampe verfügte, auf welcher der Panzer den Wagen schnell verlassen konnte. Hauptsächlich wurden dafür Kampfpanzer vom Typ Panzerkampfwagen 38 (t) genutzt, so auf beim Panzerzug 1.

### Abstoßwagen
An beiden Enden des Zuges befanden sich jeweils ein zweiachsiger Flachwagen, welche als Abstoßwagen dienten. Sie dienten dazu, den Panzerzug vor Minen oder Entgleisung zu schützen und Gefahren vor den wichtigen Wagen zu beseitigen. Zusätzlich dienten sie zum Transport von Material wie Schienen, Bahnschwellen, Fahrrädern oder sonstigem Material.

## Einsatz

### 1938

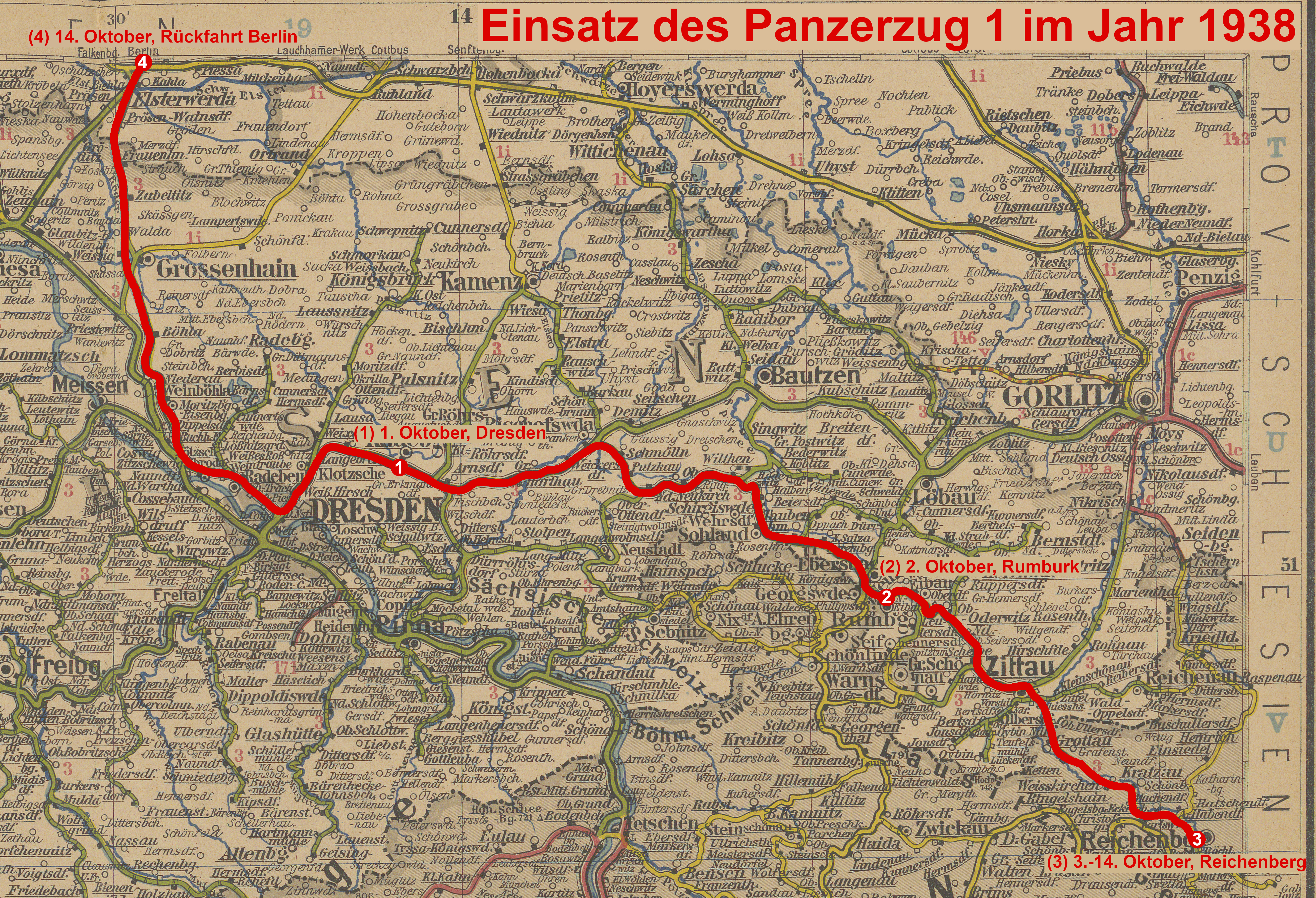
Einsatz des Panzerzug 1 im Jahr 1938

Am 2. und 3. Oktober 1938 wurde der Panzerzug 1 bei der Besetzung des der Randgebiete der Tschechoslowakei eingesetzt. Hierbei fuhr er, zusammen mit der Heeresgruppe 3, in das Gebiet von Rumburk und Reichenberg. Die Besetzung verlief ohne Zwischenfälle, weshalb der Panzerzug 1 am 14. Oktober 1938 wieder zurück nach Berlin fuhr, seinem damaligen Heimatstandort.

### 1939

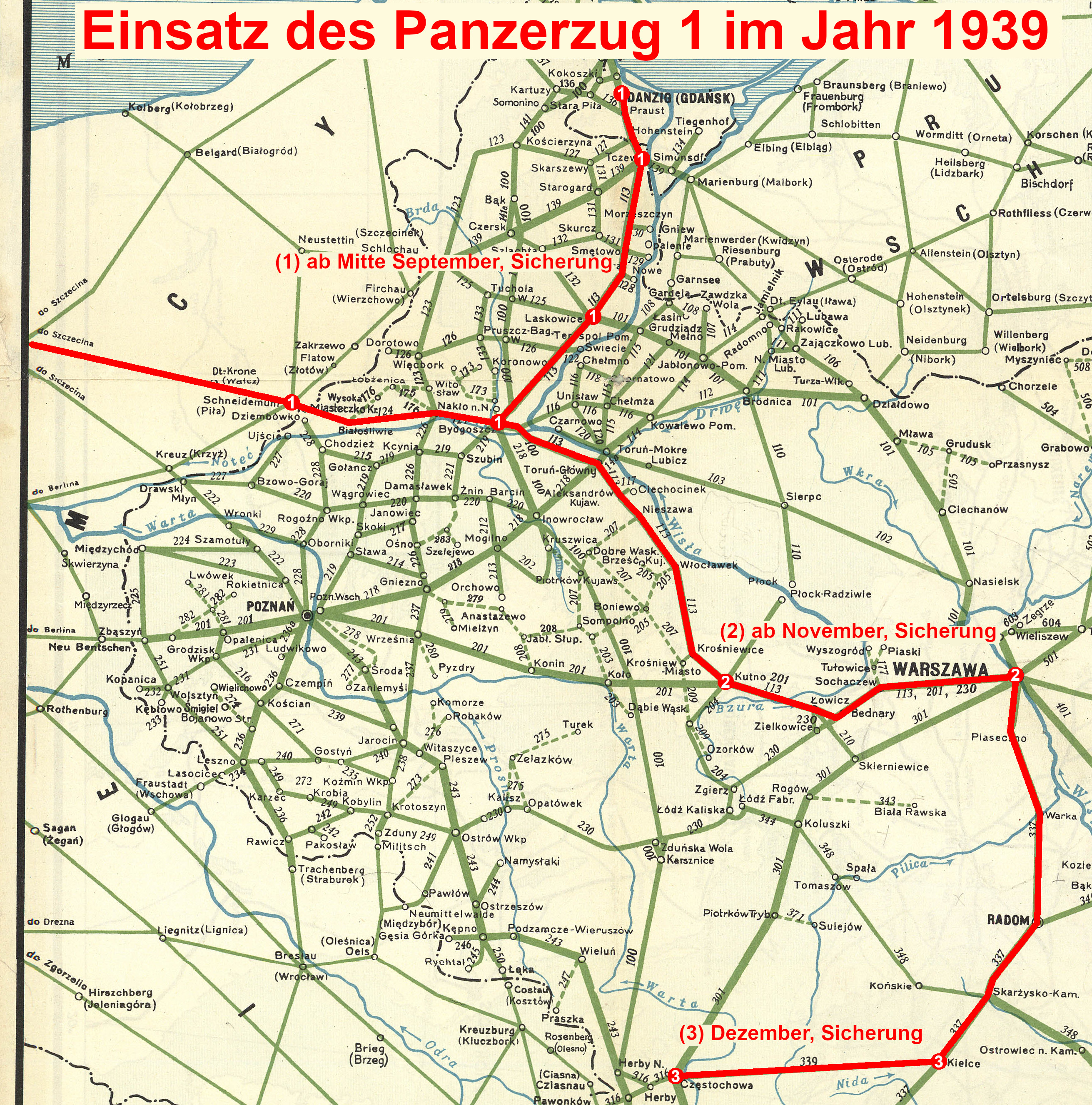
Einsatz des Panzerzug 1 in Polen 1939

Während der Besetzung der sogenannten „Rest-Tschechei“ wurde der Panzerzug 1 erneut eingesetzt. Dieser stieß ohne Gegenwehr von Norden ins Elbtal ein und drang bis nach Prag vor. Nach wenigen Tagen später fuhr er wieder zurück nach Berlin.
Mit Ausbruch des Zweiten Weltkrieges, dem Überfall auf Polen am 1. September 1939, war der Panzerzug nicht besetzt. Erst am 7. September waren alle Posten bemannt und der Panzerzug einsatzbereit. Da er über keine schwere Artillerie verfügte, wurde er lediglich für Sicherungsaufgaben vorgesehen. Von Mitte September an sicherte er die Eisenbahnstrecke zwischen Schneidemühl, Bromberg, Laskowitz, Dirschau und Danzig. Ab November wurde er dem XXXVI. Armeekommando in Radom unterstellt. Hier führte er weitere Sicherungsaufgaben in ganz Polen durch und fuhr Patrouillen in Kutno und Warschau im Norden oder auch Kielce und Tschenstochau im Süden.
Vor dem Jahresende 1939 wurde der Panzerzug in den Westen von Deutschland verlegt. Neuer Stationierungsort für den Panzerzug 1 wurde Düsseldorf-Eller.

### 1940

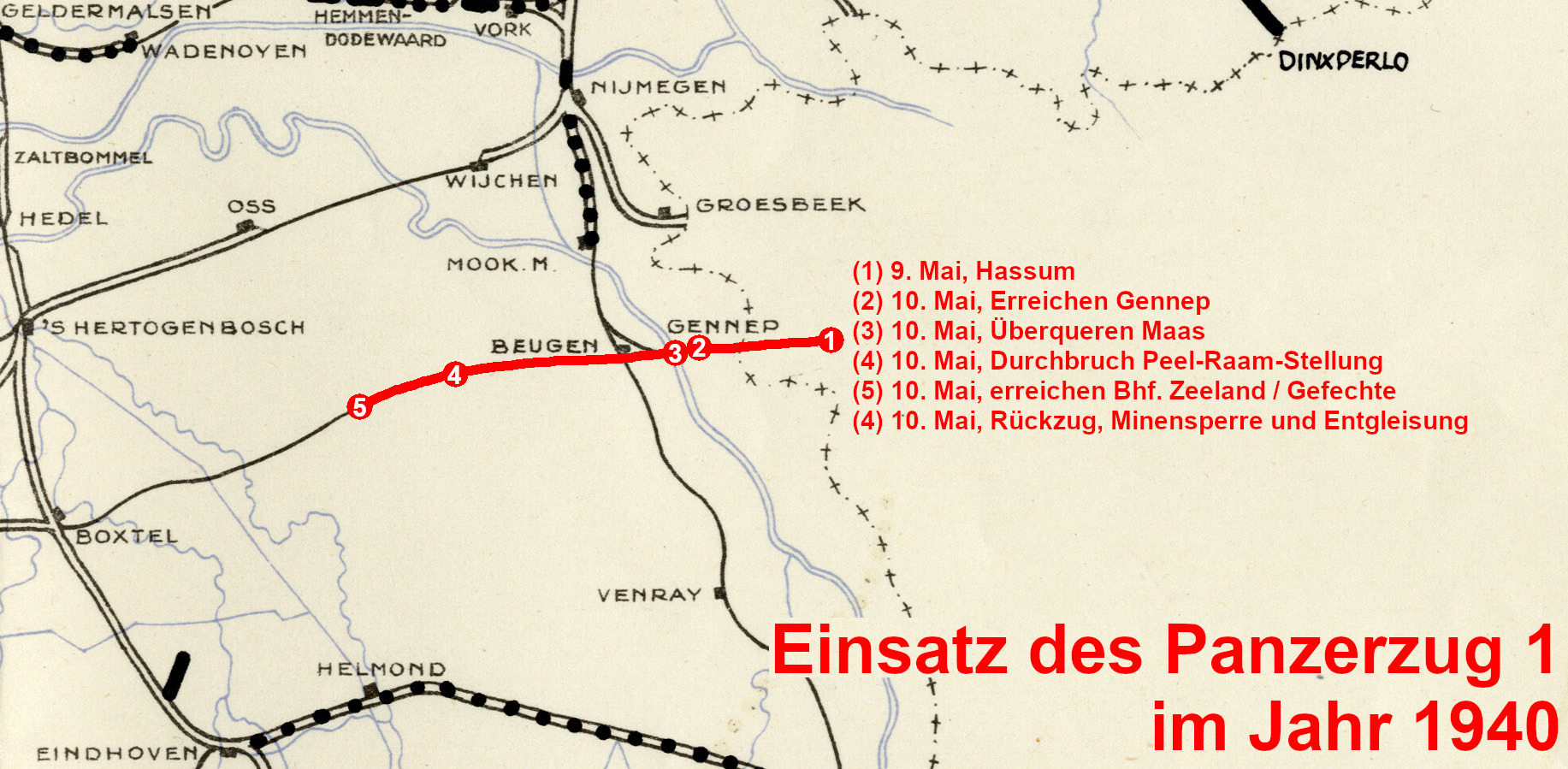
Einsatz des Panzerzug 1 im Jahr 1940

Zwei Entgleiste Wagen, im Hintergrund die Panzerzuglokomotive

Mit dem Eintreffen in Düsseldorf-Eller wurde der Panzerzug 1 der Heeresgruppe B unterstellt. Am 3. Mai 1940 wurden die Kommandanten von sechs Panzerzügen zu einer Einsatzbesprechung in Dinslaken beordert. Hier wurden ihnen die die Befehle und Aufgaben für die kommenden Operationen erläutert. Ab dem 10. Mai sollten sie in einem raschen Vormarsch Brücken über die Vechte, IJssel und Maas nehmen, in die feindlichen Stellungen vordringen und diese durchstoßen.
Als am 10. Mai 1940 die Wehrmacht in die Niederlande einmarschierte, wurden die Befehle umgesetzt. Den ersten Angriff übernahmen die Brandenburger, welche getarnt als Baulehr-Bataillon z. b. V. 800 vor Ort waren. Diese stießen, getarnt in niederländischen Uniformen, in Richtung Gennep vor. Es gelang ihnen, die Wachen der Eisenbahnbrücke bei Gennep zu überraschen, auszuschalten und die Brücke unbeschädigt zu sichern. Um 5:28 Uhr setzte sich der Panzerzug 1 in Bewegung, welcher in Hassum auf seinen Einsatz gewartet hatte. Direkt hinter ihm folgte ein Transportzug auf dem das III. Bataillon des Infanterie-Regiment 481 der 256. Infanterie-Division aufgesessen war. Um 6:07 Uhr rollte der Panzerzug, dicht gefolgt vom Transportzug, über die Maas-Brücke. Beide Züge fuhren in schneller Fahrt weiter und durchbrachen bei Mill die Peel-Raam-Stellung. Die Niederländer waren so überrascht, dass beide Züge ohne Widerstand bis vor den Bahnhof von Zeeland vordringen konnten.
Dort traf der Panzerzug das erste Mal auf Widerstand und die Panzerzuglokomotive erhielt einen Treffer in die Luftleitung, worauf der Panzerzug stoppte. Der nachfolgende Transportzug stoppte ebenfalls, die Infanterie bootete aus und begann mit der Sicherung der umliegenden Umgebung. Hierbei kam es zu mehreren Gefechten mit wechselnden Siegern. Nachdem man die Panzerzuglokomotive repariert werden konnte und gedreht hatte, stieß der Panzerzug zurück auf die Peel-Raam-Stellung vor. Dort hatten niederländische Pioniere eine Sperre geschlossen und die Gleise vermint. Dies bemerkte die Besatzung des Panzerzuges nicht und fuhr auf diese Sperre auf. Dabei entgleiste die vordere Hälfte des Panzerzuges, samt Panzerzuglokomotive. Da der Panzerzug nun bewegungsunfähig war, geriet er unter heftiges Feuer aus den benachbarten niederländischen Bunkern.
Hier wurde nun die Sturminfanterie eingesetzt, welche einige der Bunker ausschalten und diese sichern konnten. Um 15:50 Uhr versuchte ein Teil des Infanterie-Regiment 481 die Peel-Raam-Stellung zu durchbrechen und zum Panzerzug zu gelangen, um im weiteren Verlauf eine Verbindung zum III. Bataillon herstellen zu können. Dieser Angriff misslang und man zog sich in die Ausgangsposition zurück. Gegenangriffe und Angriffe der niederländischen Truppen auf das Infanterie-Regiment und dem Panzerzug schlugen ebenfalls fehl. Gegen 20:25 Uhr flogen deutsche Flugzeuge einen Angriff auf die Peel-Raam-Stellung. Daraufhin zogen sich die niederländischen Truppen nach Westen zurück. Der folgende Vorstoß der 256. Infanterie-Division war erfolgreich, wodurch der Panzerzug 1 und das III. Bataillon gesichert und wieder eingegliedert werden konnten. Um den Panzerzug schnell wieder zum Einsatz bringen zu können, wurde das Rollmaterial vom bereits aufgelösten Panzerzug 5 genutzt.
Am 1. September 1940 wurde der Panzerzug, welcher nach dem Unfall an keinen Kampfhandlungen mehr teilnahm, nach Ostpreußen verlegt. Zuerst stationiert in Allenstein, später in Heilsberg, bereitete man sich hier auf einen möglichen Einmarsch in die Sowjetunion vor, führte Wartungs- und Modernisierungsarbeiten durch.

### 1941

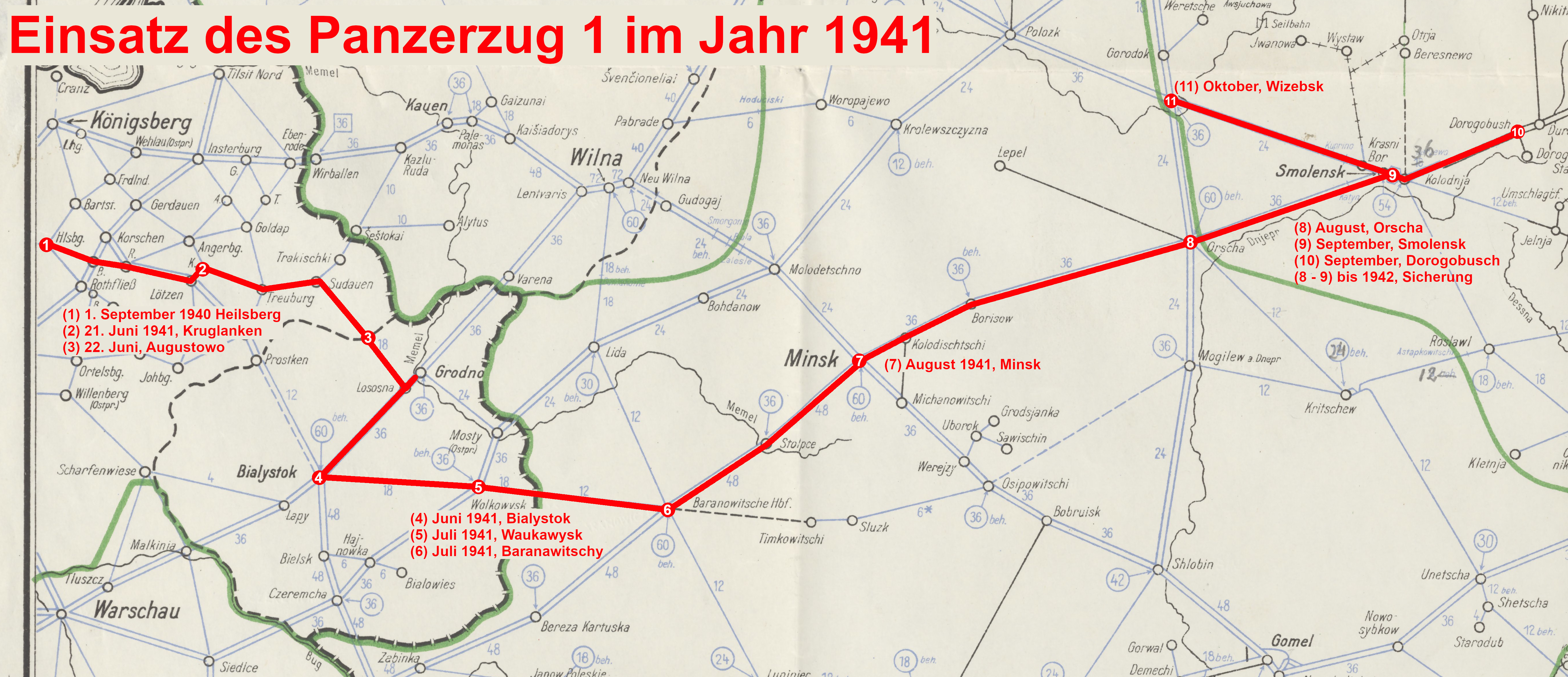
Einsatz des Panzerzug im Jahr 1941

Einen Tag vor dem Unternehmen Barbarossa, stand der Panzerzug 1 in Kruglanken bei Suwałki. Als am 22. Juni 1941 das Unternehmen Barbarossa begann, rückte der Panzerzug um 3:15 Uhr aus vor und nahm im Handstreich die Ortschaft Augustowo. Dies gelang so schnell, weil die sowjetischen Kräfte teilweise noch im Bett lagen. Nach der Eroberung sicherte er Streckenwiederherstellungsarbeiten zwischen Augustowo und Grodno, sowie den Wiederaufbau der Memelbrücke bei Grodno.
Im Juli 1941 rückte der Panzerzug 1 langsam von Grodno nach Białystok vor. Da im Osten die Gleise eine Breitspur hatten, konnten die Normalspurzüge erst mit einer gewissen Verzögerung nach Osten vordringen. Vorerst musste die Züge umgespurt werden. Danach rückte er von Bialystok über Waukawysk und Baranawitschy in Richtung Minsk vor. Schon im August stand er auf der Strecke von Minsk nach Orscha und um September auf der Strecke von Smolensk über Jarezwo nach Dorogobusch. Hier nahm er an Infanterieeinsätze gegen Partisanen teil. Anfang Oktober gab es einen kurzen Einsatz auf der Eisenbahnstrecke zwischen Smolensk und Wizebsk. Danach wurde er für einen längeren Zeitraum nach Krasnoje beordert, wo er bis zum Ende des Jahres auf der Strecke zwischen Orscha und Smolensk operierte.

### 1942

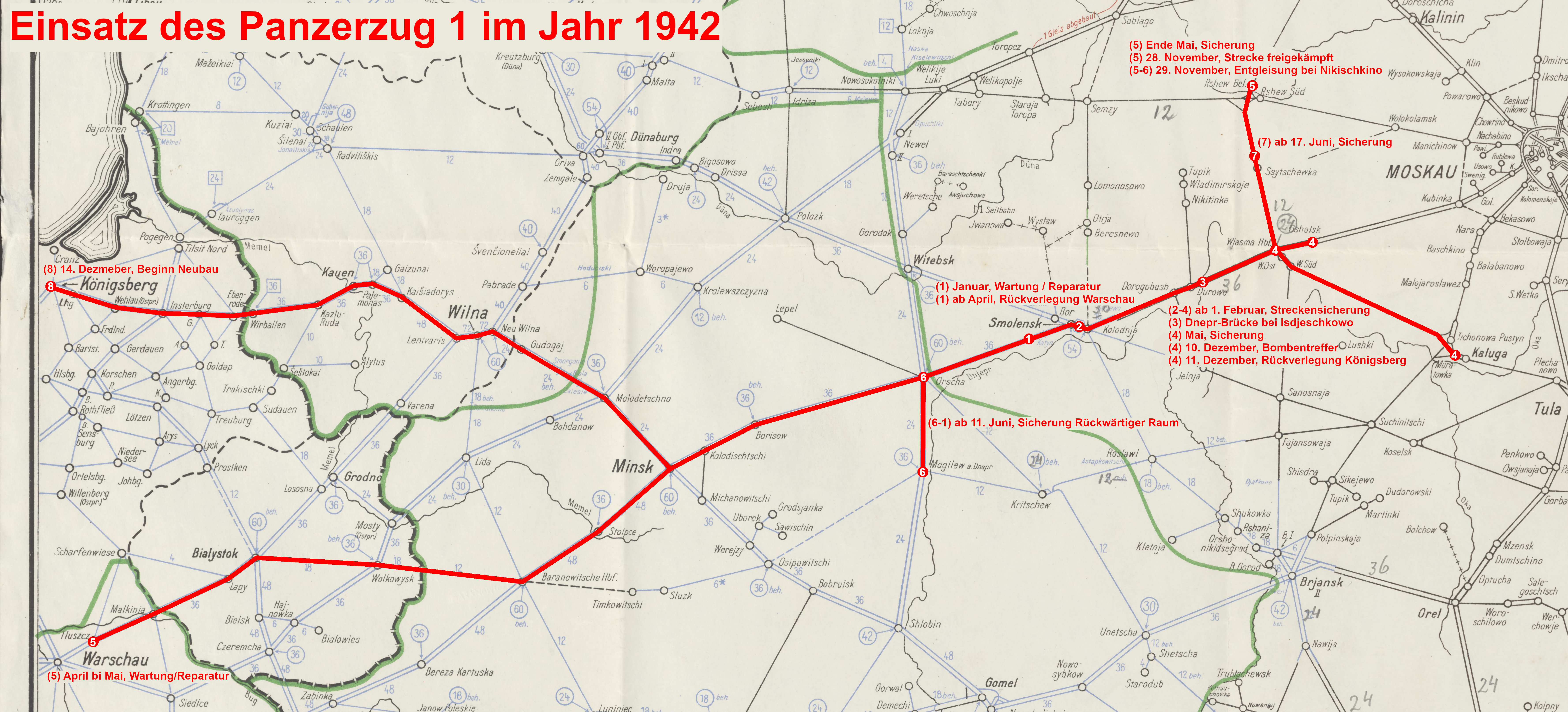
Einsatz des Panzerzug im Jahr 1942

Im Winter 1941/1942 begann die russische Gegenoffensive. Zunächst waren die Panzerzüge davon nicht betroffen, wodurch der Panzerzug 1 sich im Januar 1942 für Wartungs- und Reparaturarbeiten in Krasnoje befand. Am 1. Februar wurde er dann, weil die russische Offensive doch stärker war als erwartet, wieder auf der Eisenbahnstrecke zwischen Smolensk und Wjasma eingesetzt. Um den Wirkungsbereich und die Einsatzbreite zu erhöhen, wurde der Panzerzug oftmals in zwei Teile aufgeteilt und bildete damit das Rückgrat der dort eingesetzten Alarmeinheiten. Wichtigste Hauptaufgabe war die Sicherung der Dnepr-Brücke bei Isdjeschkowo. Diese Brücke war auch eines der Hauptangriffsziele der Roten Armee, welche sie vorerst nicht erreichen konnten.
Im April 1942 befand sich der Panzerzug 1 für Wartungs- und Reparaturarbeiten in Warschau. Danach wurde er erneut bei der Sicherung von Wjasma eingesetzt. Zusätzlich half er bei der Sicherung der Orte Sanosnaja, Kaluga und Gschatsk. Am 20. Mai 1942 wurde er dem XLVI. Panzerkorps unterstellt und operierte zwischen Wjasma und Rschew. Am 11. Juni wurde er in den rückwärtigen Raum der Heeresgruppe Mitte verlegt und operierte im Raum zwischen Orscha und Smolensk, sowie Orscha und Mogilew.
Nachdem die Rote Armee mit ihrer August-Offensive begonnen hatten, musste der Panzerzug 1 ab dem 17. August 1942 nördlich von Sytschowka eingesetzt werden. Hier wurde er erfolgreich bei der Verteidigung gegen Angriffe eingesetzt. Danach übernahm er Transport- und Sicherungsaufgaben in diesem Bereich.
Nachdem die Rote Armee den Druck im Bereich Sytschewka erhöhten, gelang es dem Panzerzug 1 am 28. November die feindlichen Kräfte zu teilen und die Strecke nach Rschew freizukämpfen. Am nächsten Tag entgleiste der Panzerzug bei Nikischkino an einem gesprengten Bahndurchlass. Acht Wagen und die Panzerzuglokomotive sprangen aus den Gleisen. Um den Panzerzug zu bergen, mussten zwei Hilfszüge eingesetzt werden. Die Bergungsarbeiten fanden unter ständiger Bedrohung durch die Rote Armee statt. Die Bergung gelang jedoch, da die schweren Waffen des Panzerzuges ungehindert eingesetzt und die ausgebootete Infanterie den Nahbereich sichern konnten. Nachdem der Panzerzug 1 wieder auf den Gleisen stand, wurde er zurück nach Sytschewka, später nach Wjasma gebracht. Am 10. Dezember erhielt er am dortigen Bahnhof einen Volltreffer durch eine feindliche Bombe und wurde für einen kompletten Neuaufbau zum Reichsbahn-Ausbesserungswerk nach Königsberg gebracht. Am 14. Dezember begannen die Arbeiten.

### 1943

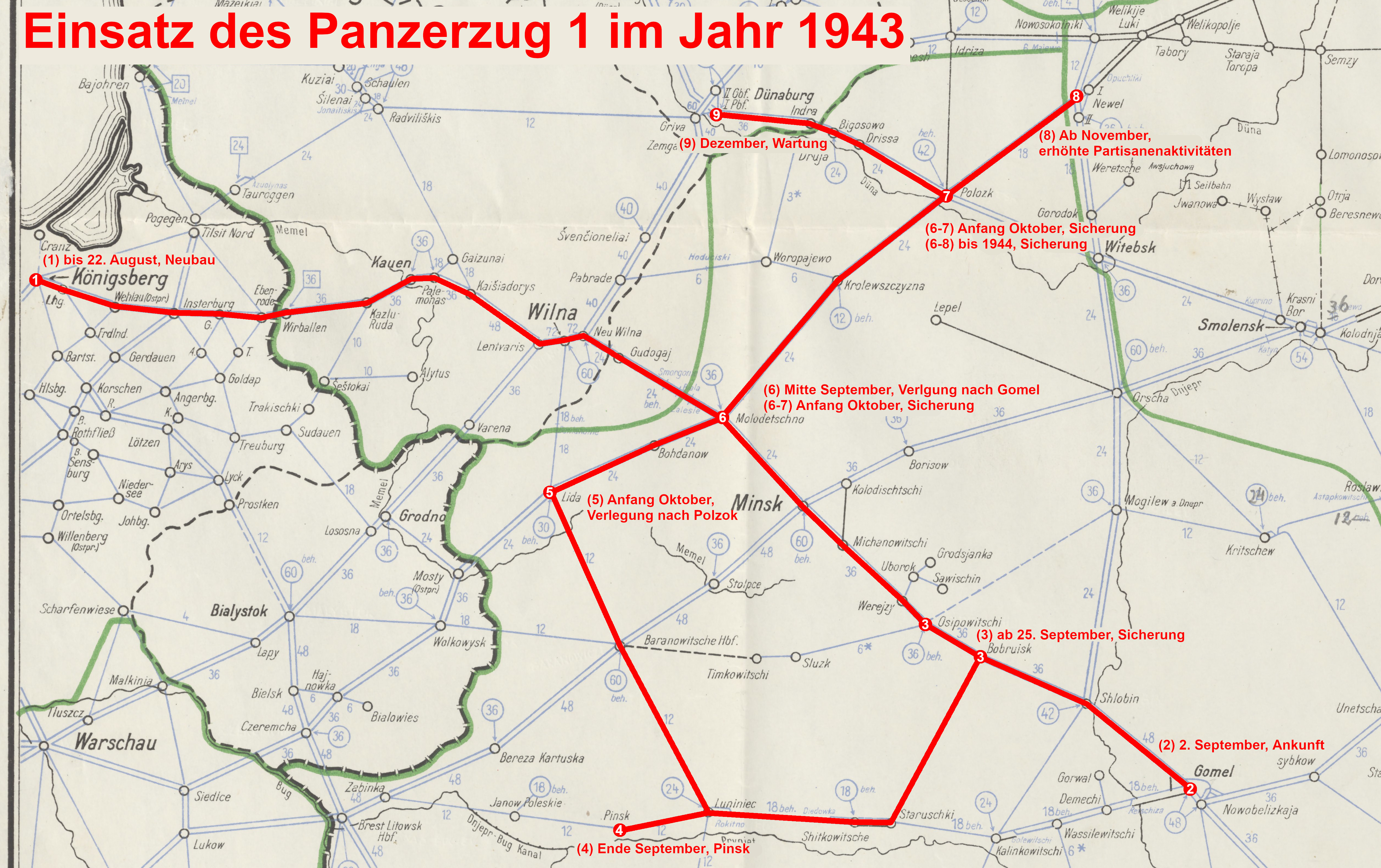
Einsatz des Panzerzug 1 im Jahr 1943

Nach dem Abschluss der Modernisierung am 22. August 1943 wurde der Panzerzug 1 wieder an der Front eingesetzt. Am 2. September traf er im Raum Homel ein und wurde der 23. leichten ungarischen Division unterstellt. Hier war der Panzerzug im permanenten Einsatz gegen Partisanen.
Am 25. September wurde der Panzerzug 1 in den Raum Babrujsk und Assipowitschy verlegt. Hier blieb er nicht lange und wurde bereits Mitte Oktober durch den Panzerzug 2 und Panzerzug 4 abgelöst. Nach deinem kurzen Aufenthalt im Gebiet um Pinsk, wurde er auf der Strecke Maladsetschna und Polazk stationiert. Hier hatten sich, nach dem Durchbruch der Rote Armee im Raum Newel, die Partisanentätigkeiten stark erhöht.
Nach einem erneuten Aufenthalt im Reichsbahn-Ausbesserungswerk Dünaburg, wurde er weiter gegen Partisanen eingesetzt. Hierbei war er sehr erfolgreich, besonders beim Unternehmen Hochzeitsreise Anfang Dezember 1943.

### 1944

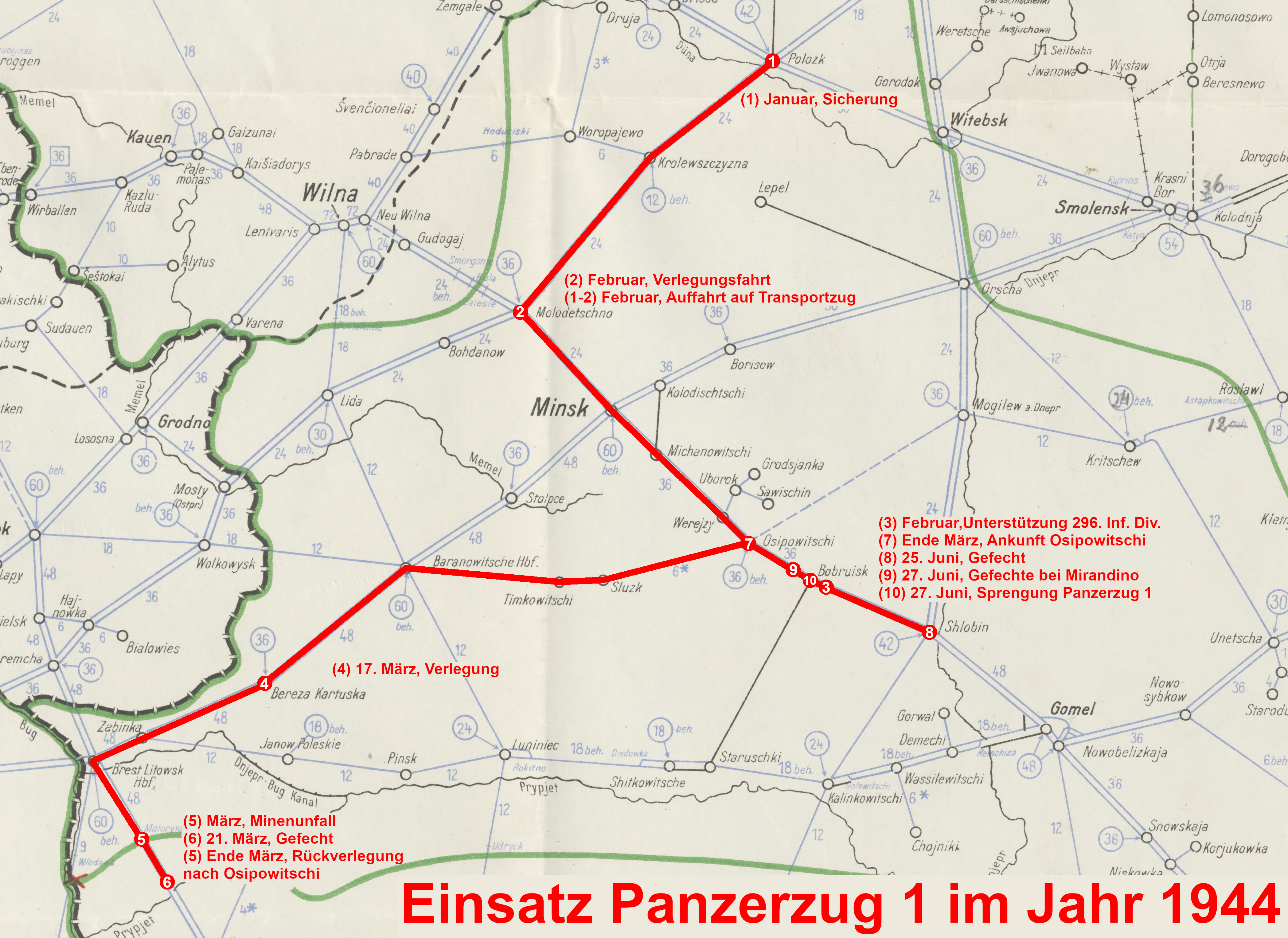
Einsatz des Panzerzug im Jahr 1944

Im Februar 1944 befand sich der Panzerzug 1 auf einer Verlegungsfahrt von Polazk nach Maladsetschna zum sowjetischen Brückenkopf bei Rahatschou. Bei starkem Schneetreiben und schlechten Sichtbedingungen, fuhr der Panzerzug auf einen Transportzug auf. Trotz Beschädigungen konnte der Panzerzug nach kurzer Zeit seinen Weg fortsetzten und erreichte den Brückenkopf. Hier war er maßgeblich an den Abwehrkämpfen mit der 296. Infanterie-Division gegen die sowjetischen Truppen beteiligt. Der Brückenkopf konnte dadurch nicht weiter nach Süden hin ausgeweitet werden und der Vormarsch geriet ins Stocken. Hierbei bewährten sich die Panzerjägerwagen besonders und wurden aus diesem Grund als Regelausrüstung für die neuen Panzerzüge vom Typ BP 44 aufgenommen.
Am 17. März 1944 wurde der Panzerzug 1 Auf die Strecke von Assipowitschy über Baranawitschy nach Bjarosa verlegt. Am 18. März wurde er der Oberfeldkommandantur 399 in Brest unterstellt. Auf der Strecke zwischen Khotislav (Lage) und Sabolottja lief er auf eine Mine auf und verlor einen Abstoßwagen. Dennoch konnte er seinen Weg fortsetzten und erkundete den Raum. Als er in der Nacht vom 20. auf den 21. März zurück nach Sabolottja fuhr, wurde er von sowjetischen Truppen abgeschnitten. Der Panzerzug 2 wollte dem Panzerzug 1 zu Hilfe kommen, lief aber nördlich von Maloryta auf eine Mine und musste umkehren. Der Wehrmacht gelang es, den Feind zu binden und zurückzudrängen, wodurch es dem Panzerzug 1 möglich war, zu den eigenen Kräften aufzuschließen. Danach wurde der Panzerzug nach Assipowitschy verlegt und sicherte die Strecke zwischen Minsk und Babrujsk.
Von Assipowitschy fuhr der Panzerzug 1 über Babrujsk in Richtung Schlobin. Ihm folgte der Panzerzug 61. Zusammen gingen beide am 25. Juni in ein Gefecht. Sie stellten sich hier mehreren feindlichen Panzern des sowjetischen I. Garde-Panzer-Korps und konnten mehrere Angriffe abwehren. Am 27. Juni standen die sowjetischen Truppen im Rücken der deutschen Panzerzüge bei Jasen und Mirandino (Lage). Zunächst versuchte der Panzerzug 1 einen Durchbruch in Richtung Assipowitschy, danach der Panzerzug 61. Beiden gelang es und sie konnten gemeinsam die sowjetischen Kräfte aus Mirandino vertreiben. Die weitere Strecke war jedoch auf mehreren Kilometern durch liegen gebliebene und zerstörte Evakuierungszüge unpassierbar geworden. Die Panzerzüge zogen sich Babrujsk zurück und mussten, da kein Durchkommen zu den eigenen mehr möglich war, am Nachmittag des 27. Juni 1944 gesprengt werden.

## Zugpersonal
Da der Panzerzug 1 1937 nicht über Artillerie verfügte, wurde die Besatzung nur im Bedarfsfall der Truppe entnommen, lediglich der Zugkommandant wurde festgelegt. Die Besatzung bestand, zur Zeit ohne Artilleriewagen, aus 130 Mann. Hierbei wurde das Personal hauptsächlich durch die ausbootenden Infanterie gestellt. Ein Trupp davon war ein Bautrupp, welcher Schäden oder Hindernisse auf der Strecke beseitigen sollte. Den Großteil der Besatzung stellte das Infanterie-Ersatzbataillon 8 aus Frankfurt/Oder.
Vor dem Beginn des Westfeldzuges stellte das Eisenbahn-Pionierersatzbataillon den Großteil der Besatzung. Dieses wurden Ende 1940 wieder durch rein infanteristische Kräfte vom Infanterie-Ersatzbataillon 512 aus Guben ausgetauscht. Mit der Ausstattung durch 2-cm-Flak 38 Anfang 1941 wurden diese durch das Flak-Ersatzbataillon (motorisiert) 52 aus Bremen bedient. Das Personal für die Panzerzuglokomotive wurde von der Reichsbahn gestellt und bestand aus zwei Lokomotivführern und zwei Heizern.
Als die Besatzung am 27. Juni 1944 den Panzerzug sprengen musste, versuchten sie zu Fuß die eigenen Stellungen zu erreichen. Bei diesen Durchbruchkämpfen geriet ein Großteil der Besatzung in sowjetische Kriegsgefangenschaft.
- Panzerzugkommandant
  - Leutnant August Latton (September 1939 – Februar 1940)[23]
  - Hauptmann Fritz Mundus (März 1940 – Oktober 1941)[23]
  - Hauptmann Paul Grams (November 1941 – Januar 1943)[23]
  - Hauptmann Helmut Walter (Januar 1943 – Februar 1944)[23][24]
  - Oberleutnant Josef Krülls (Februar 1944 – 27. Juni 1944)[23]
- Artilleriezugführer 
  - Leutnant Meyer (1943)[24]
- Arzt
  - Assistenz-Arzt Ernst Kleinfeld (1943)[25]

## Zugzusammensetzung
Die Auflistung der Wagen bezieht sich jeweils von vorne nach hinten.
| 1939 – 1940                   | 1941 – 1942                   | 1943 – 1944                   | 1944                          |
| ----------------------------- | ----------------------------- | ----------------------------- | ----------------------------- |
|                               |                               | Abstoßwagen                   | Panzerjägerwagen              |
|                               | Abstoßwagen                   | Panzerträgerwagen             | Panzerträgerwagen             |
| Abstoßwagen                   | Artilleriewagen               | Artilleriewagen               |                               |
| Sturmwagen                    | Sturmwagen                    | Kommandowagen (Rahmenantenne) | Kommandowagen (Rahmenantenne) |
| Sturmwagen                    | Sturmwagen                    | Flakwagen                     | Flakwagen                     |
| Sturmwagen                    | Sturmwagen                    | Tender                        | Tender                        |
| Panzerzuglokomotive           | Panzerzuglokomotive           | Panzerzuglokomotive           | Panzerzuglokomotive           |
| Sturmwagen                    | Sturmwagen                    | Flakwagen                     | Flakwagen                     |
| Kommandowagen (Rahmenantenne) | Kommandowagen (Rahmenantenne) | Kommandowagen (Rahmenantenne) | Kommandowagen (Rahmenantenne) |
| Sturmwagen (Rahmenantenne)    | Sturmwagen (Rahmenantenne)    | Artilleriewagen               | Artilleriewagen               |
| Abstoßwagen                   | Bremserwagen                  | Panzerträgerwagen             | Panzerträgerwagen             |
|                               | Artilleriewagen               | Abstoßwagen                   | Panzerjägerwagen              |
|                               | Abstoßwagen                   |                               |                               |